# Giovanni Leonardo Primavera
Giovanni Leonardo Primavera (Barletta, 1540 -?, 1585) va ser un compositor i poeta del Renaixement. Era anomenat Giovanni dell' Arpa degut a la seva habilitat per tocar aquest instrument. Malgrat haver nascut a Barletta, va passar la major part de la seva vida treballant a Nàpols, amb un cert de temps en altres ciutats italianes com Venècia, Milà i Loreto (Ancona). Va ser director de la música del governador espanyol de Milà. Deixà tres llibres de madrigals (Venècia, 1565-66), dos de cançons napolitanes (Venècia, 1570) i un altre de madrigals a 5 veus (Venècia, 1573).